# 新聞縦覧所
新聞縦覧所（しんぶんじゅうらんしょ）とは、公費で新聞を買い上げ、有料または無料で供覧に付していた施設。後に私設の縦覧所も増加した。日本の明治時代を通じ普及、衰退した。

## 概要
1867年（慶応3年）に最初の縦覧所が設置され、1870年（明治3年）頃から普及。明治5年8月、東京・横浜をはじめ各地に新聞縦覧所（私立）の設置がひろがった。1877年（明治10年）頃に設置のピークを迎えたという。当時は、新聞自体の販売網が整っていなかったこと、また、定期刊行物の体をなしていなかった（不定期発行の）新聞もあり、一箇所でまとめて複数の新聞を読める施設は庶民から重宝された。東京市内でも、公的施設として上野恩賜公園の園内（花園稲荷神社の近辺?）に設置されたほか、全国の主要都市に設置されたほか、公的施設以外でも峡中新聞（現在の山梨日日新聞の前身）のように新聞社自ら社内で閲覧させたケースや、書店が私設の閲覧所として機能していた函館市のようなケースも存在する。明治時代中期になると、都市部では新聞販売店網が整備され、新聞の入手が容易になると徐々に姿を消し始め、やがて公的施設は図書館に吸収されていった。
また、明治後期には、矢場（射的場）、銘酒屋と並んで、闇の売春所としても知られていた。銘酒屋の取り締まりが厳しくなるにつれて、新聞や菓子、牛乳などを形ばかりに並べて新聞縦覧所の看板を掲げ、売春やその斡旋を陰で行なっていた。